# Slift
Slift, stylisé SLIFT, est un groupe de rock français originaire de Toulouse. Il est composé des frères Jean (guitare, chant, synthétiseurs) et Rémi Fossat (basse), et de leur camarade de lycée Canek Flores (batterie). Depuis sa formation en 2016, le groupe a sorti trois LP, un EP et plusieurs sessions live, en plus de tourner à l'international en Europe et en Amérique du Nord.

## Histoire

### 2016-2017: Premières années
Slift s'est formé après la rencontre des frères Jean et Rémi Fossat avec le batteur Canek Flores dans une école de musique classique. Le trio a commencé à se produire ensemble dans divers groupes avant de former Slift en 2016. Leur premier maxi, Space is the Key, est sorti deux ans plus tard et présente un son garage rock. En 2018, Slift sort son premier album, La Planète inexplorée, chez Howlin' Banana Records.

### Depuis 2020:Ummonet gain de popularité
Le 28 février 2020, le groupe sort son deuxième album studio, Ummon, qui reçoit des critiques positives,,,. L'album présente une transition stylistique vers un son plus lourd et inspiré du métal. Le groupe ne peut pas initialement partir en tournée pour soutenir Ummon en raison du début de la pandémie de COVID-19 et des confinements associés, mais attire l'attention internationale pendant la pandémie grâce au partage généralisé de sa première session KEXP,,. Fin 2022, le groupe entame sa première tournée nord-américaine, comprenant des performances aux festivals Levitation et Desert Daze.
En octobre 2023, le groupe annonce la sortie de son nouvel album Ilion prévu pour janvier 2024 chez Sub Pop Records. Le single Ilion sort le 4 octobre 2023 et Nimh le 5 décembre de la même année. Weavers' Weft sort quant à lui le 4 janvier 2024 et est accompagné d'un clip sous forme de court-métrage où l'on suit un voyageur interstellaire, réalisé par l'artiste Guthio et produit par Le Bosquet. 

## Discographie

### Singles
- 2017 : The Sword
- 2018 : Feerless Eye
- 2019 : Ummon
- 2020 : Hyperion
- 2022 : Unseen
- 2023 : Ilion
- 2023 : Nimh
- 2024 : Weavers' Weft